# Mistrzostwa Świata w Piłce Nożnej 2018 (eliminacje strefy UEFA)/Grupa 9
W Grupie I eliminacji do MŚ 2018 wzięły udział następujące zespoły:
- Chorwacja
- Islandia
- Ukraina
- Turcja
- Finlandia
- Kosowo

## Tabela
| Zespół    | Pkt | M  | W | R | P | Br+ | Br− | +/− |
| --------- | --- | -- | - | - | - | --- | --- | --- |
| Islandia  | 22  | 10 | 7 | 1 | 2 | 16  | 7   | +9  |
| Chorwacja | 20  | 10 | 6 | 2 | 2 | 15  | 4   | +11 |
| Ukraina   | 17  | 10 | 5 | 2 | 3 | 13  | 9   | +4  |
| Turcja    | 15  | 10 | 4 | 3 | 3 | 14  | 13  | +1  |
| Finlandia | 9   | 10 | 2 | 3 | 5 | 9   | 13  | -4  |
| Kosowo    | 1   | 10 | 0 | 1 | 9 | 3   | 24  | -21 |

|           | Chorwacja | Islandia | Ukraina | Turcja | Finlandia | Kosowo |
| --------- | --------- | -------- | ------- | ------ | --------- | ------ |
| Chorwacja | X         | 2:0      | 1:0     | 1:1    | 1:1       | 1:0    |
| Islandia  | 1:0       | X        | 2:0     | 2:0    | 3:2       | 2:0    |
| Ukraina   | 0:2       | 1:1      | X       | 2:0    | 1:0       | 3:0    |
| Turcja    | 1:0       | 0:3      | 2:2     | X      | 2:0       | 2:0    |
| Finlandia | 0:1       | 1:0      | 1:2     | 2:2    | X         | 1:1    |
| Kosowo    | 0:6       | 1:2      | 0:2     | 1:4    | 0:1       | X      |

## Wyniki[1]
| 5 września 2016 20:45 CEST | Chorwacja · Rakitić 44' (k) | 1:1(1:1)Raport | Turcja · 45+2' Çalhanoğlu | Stadion Maksimir, Zagrzeb Widzów: 0 Sędzia: Szymon Marciniak |
|                            |                             |                |                           |                                                              |

| 5 września 2016 20:45 CEST | Ukraina · Jarmołenko 41' | 1:1(1:1)Raport | Islandia · 6' Finnbogason | Stadion Olimpijski, Kijów Widzów: 0 Sędzia: Clément Turpin |
|                            |                          |                |                           |                                                            |

| 5 września 2016 20:45 CEST | Finlandia · Arajuuri 18' | 1:1(1:0)Raport | Kosowo · 60' (k) Berisha | Veritas Stadion, Turku Widzów: 7571 Sędzia: Ivan Kružliak |
|                            |                          |                |                          |                                                           |

| 6 października 2016 20:45 CEST | Islandia · Arnason 37' · Finnbogason 90+1' · R. Sigurðsson 90+6' | 3:2(1:2)Raport | Finlandia · 21' Pukki · 39' Lod | Laugardalsvöllur, Reykjavík Widzów: 9548 Sędzia: Svein Oddvar Moen |
|                                |                                                                  |                |                                 |                                                                    |

| 6 października 2016 20:45 CEST | Turcja · Tufan 45+1' · Çalhanoğlu 81' (k) | 2:2(1:2)Raport | Ukraina · 24' (k) Jarmołenko · 27' Kraweć | Torku Arena, Konya Widzów: 36 714 Sędzia: Manuel Gräfe |
|                                |                                           |                |                                           |                                                        |

| 6 października 2016 20:45 CEST | Kosowo | 0:6(0:3)Raport | Chorwacja · 6', 24', 35' Mandžukić · 68' Mitrović · 83' Perišić · 90+2' Kalinić | Stadion Loro-Boriçi, Szkodra (Albania) Widzów: 14 612 Sędzia: David Fernández Borbalán |
|                                |        |                |                                                                                 |                                                                                        |

| 9 października 2016 18:00 CEST | Finlandia | 0:1(0:1)Raport | Chorwacja · 18' Mandžukić | Ratinan Stadion, Tampere Widzów: 15 567 Sędzia: Ruddy Buquet |
|                                |           |                |                           |                                                              |

| 9 października 2016 20:45 CEST | Islandia · T. Bjarnason 42' · Finnbogason 44' | 2:0(2:0)Raport | Turcja | Laugardalsvöllur, Reykjavík Widzów: 9775 Sędzia: Mark Clattenburg |
|                                |                                               |                |        |                                                                   |

| 9 października 2016 18:00 CEST | Ukraina · Kraweć 31' · Jarmołenko 81' · Rotań 87' | 3:0(1:0)Raport | Kosowo | Stadion Cracovii, Kraków (Polska) Widzów: 999 Sędzia: Kevin Blom |
|                                |                                                   |                |        |                                                                  |

| 12 listopada 2016 18:00 CET | Chorwacja · Brozović 15', 90+1' | 2:0(1:0)Raport | Islandia | Stadion Maksimir, Zagrzeb Sędzia: Gianluca Rocchi |
|                             |                                 |                |          |                                                   |

| 12 listopada 2016 20:45 CET | Ukraina · Kraweć 25' | 1:0(1:0)Raport | Finlandia | Stadion Czornomoreć, Odessa Widzów: 26 482 Sędzia: Manuel De Sousa |
|                             |                      |                |           |                                                                    |

| 12 listopada 2016 20:45 CET | Turcja · Yılmaz 51' · Şen 55' | 2:0(0:0)Raport | Kosowo | Antalya Stadyumu, Antalya Widzów: 26 555 Sędzia: Tamás Bognar |
|                             |                               |                |        |                                                               |

| 24 marca 2017 18:00 CET | Turcja · Tosun 9', 13' | 2:0(2:0)Raport | Finlandia | Antalya Stadyumu, Antalya Widzów: 28 990 Sędzia: Jesús Gil Manzano |
|                         |                        |                |           |                                                                    |

| 24 marca 2017 20:45 CET | Chorwacja · N. Kalinić 38' | 1:0(1:0)Raport | Ukraina | Stadion Maksimir, Zagrzeb Widzów: 27 351 Sędzia: Mateu Lahoz |
|                         |                            |                |         |                                                              |

| 24 marca 2017 20:45 CET | Kosowo · Nuhiu 52' | 1:2(0:2)Raport | Islandia · 25' Sigurðarson · 35' G. Sigurðsson | Stadion Loro-Boriçi, Szkodra (Albania) Widzów: 6832 Sędzia: Artur Dias |
|                         |                    |                |                                                |                                                                        |

| 11 czerwca 2017 18:00 CEST | Finlandia · Pohjanpalo 73' | 1:2(0:0)Raport | Ukraina · 51' Konoplanka · 75' Biesiedin | Ratinan Stadion, Tampere Widzów: 8723 Sędzia: Alon Yefet |
|                            |                            |                |                                          |                                                          |

| 11 czerwca 2017 20:45 CEST | Islandia · Magnússon 90' | 1:0(0:0)Raport | Chorwacja | Laugardalsvöllur, Reykjavík Widzów: 9775 Sędzia: Alberto Undiano Mallenco |
|                            |                          |                |           |                                                                           |

| 11 czerwca 2017 20:45 CEST | Kosowo · Rrahmani 22' | 1:4(1:2)Raport | Turcja · 7' Şen · 31' Ünder · 61' Yılmaz · 82' Tufan | Stadion Loro-Boriçi, Szkodra (Albania) Widzów: 3758 Sędzia: Miroslav Zelinka |
|                            |                       |                |                                                      |                                                                              |

| 2 września 2017 18:00 CEST | Finlandia · Ring 8' | 1:0(1:0)Raport | Islandia | Ratinan Stadion, Tampere Widzów: 15 835 Sędzia: Pavel Královec |
|                            |                     |                |          |                                                                |

| 2 września 2017 20:45 CEST | Ukraina · Jarmołenko 18', 42' | 2:0(2:0)Raport | Turcja | Stadion Metalist, Charków Widzów: 36 796 Sędzia: David Fernández Borbalán |
|                            |                               |                |        |                                                                           |

| 3 września 2017 14:30 CEST | Chorwacja · Vida 74' | 1:0(0:0)Raport | Kosowo | Stadion Maksimir, Zagrzeb Widzów: 6839 Sędzia: Stefan Johannesson |
|                            |                      |                |        |                                                                   |

| 5 września 2017 20:45 CEST | Islandia · G. Sigurðsson 47', 66' | 2:0(0:0)Raport | Ukraina | Laugardalsvöllur, Reykjavík Widzów: 9769 Sędzia: William Collum |
|                            |                                   |                |         |                                                                 |

| 5 września 2017 20:45 CEST | Turcja · Tosun 75' | 1:0(0:0)Raport | Chorwacja | Yeni Eskişehir Stadyumu, Eskişehir Widzów: 28 600 Sędzia: Viktor Kassai |
|                            |                    |                |           |                                                                         |

| 5 września 2017 20:45 CEST | Kosowo | 0:1(0:0)Raport | Finlandia · 83' Pukki | Stadion Loro-Boriçi, Szkodra (Albania) Widzów: 2446 Sędzia: Manuel Schüttengruber |
|                            |        |                |                       |                                                                                   |

| 6 października 2017 20:45 CEST | Chorwacja · Mandžukić 57' | 1:1(0:0)Raport | Finlandia · 90' Soiri | Stadion Rujevica, Rijeka Widzów: 7578 Sędzia: Daniel Stefański |
|                                |                           |                |                       |                                                                |

| 6 października 2017 20:45 CEST | Turcja | 0:3(0:2)Raport | Islandia · 32' Guðmundsson · 39' B. Bjarnason · 50' Árnason | Yeni Eskişehir Stadyumu, Eskişehir Widzów: 30 390 Sędzia: Szymon Marciniak |
|                                |        |                |                                                             |                                                                            |

| 6 października 2017 20:45 CEST | Kosowo | 0:2(0:0)Raport | Ukraina · 60' (sam.) Paqarada · 87' Jarmołenko | Stadion Loro-Boriçi, Szkodra (Albania) Widzów: 1261 Sędzia: Craig Pawson |
|                                |        |                |                                                |                                                                          |

| 9 października 2017 20:45 CEST | Finlandia · Arajuuri 76' · Pohjanpalo 88' | 2:2(0:0)Raport | Turcja · 57', 83' Tosun | Veritas Stadion, Turku Widzów: 6612 Sędzia: Benoît Bastien |
|                                |                                           |                |                         |                                                            |

| 9 października 2017 20:45 CEST | Ukraina | 0:2(0:0)Raport | Chorwacja · 62', 70' Kramarić | Stadion Olimpijski, Kijów Widzów: 60 200 Sędzia: Felix Brych |
|                                |         |                |                               |                                                              |

| 9 października 2017 20:45 CEST | Islandia · Sigurðsson 40' · Guðmundsson 68' | 2:0(1:0)Raport | Kosowo | Laugardalsvöllur, Reykjavík Widzów: 9775 Sędzia: Harald Lechner |
|                                |                                             |                |        |                                                                 |

## Strzelcy
70 bramek w 30 meczach (2,33 bramek na mecz).

### 6 goli
- Andrij Jarmołenko

### 5 goli
- Mario Mandžukić
- Cenk Tosun

### 4 gole
- Gylfi Sigurðsson

### 3 gole
- Alfreð Finnbogason
- Artem Kraweć

### 2 gole
- Marcelo Brozović
- Nikola Kalinić
- Andrej Kramarić
- Paulus Arajuuri
- Joel Pohjanpalo
- Teemu Pukki
- Kári Árnason
- Jóhann Guðmundsson
- Hakan Çalhanoğlu
- Volkan Şen
- Ozan Tufan
- Burak Yılmaz

### 1 gol
- Matej Mitrović
- Ivan Perišić
- Ivan Rakitić
- Domagoj Vida
- Robin Lod
- Alexander Ring
- Pyry Soiri
- Birkir Bjarnason
- Theódór Bjarnason
- Hörður Magnússon
- Björn Sigurðarson
- Ragnar Sigurðsson
- Valon Berisha
- Atdhe Nuhiu
- Amir Rrahmani
- Cengiz Ünder
- Artem Biesiedin
- Jewhen Konoplanka
- Rusłan Rotań

### Bramki Samobójcze
- Leart Paqarada (dla  Ukrainy)
- Ömer Toprak (dla  Islandii)